# 直鰭半線脂鯉
直鰭半線脂鯉，為輻鰭魚綱脂鯉目脂鯉亞目脂鯉科的其中一個種，為熱帶淡水魚，分布於南美洲埃塞奎博河及Tapajos河下游流域，體長可達3.4公分，棲息水面附近的沼澤，生活習性不明。

## 扩展阅读
- 維基物種上的相關：直鰭半線脂鯉